# Dave Torbert
Dave Torbert (7 juin 1948 - 7 décembre 1982) était un bassiste de la Bay Area en Californie.
Il était  membre fondateur du groupe Kingfish avec Matthew Kelly.
Il a collaboré avec les groupes Grateful Dead et New Riders of the Purple Sage. Il a remplacé Phil Lesh à la basse dans ce dernier groupe pour l'enregistrement de  leur premier album. Il a participé à l'album American Beauty en jouant dans la chanson "Box of Rain", et sur l'album solo de Bob Weir Ace dans la chanson "Greatest Story Ever Told".